# Diego Farias
Diego Farias da Silva (ur. 10 maja 1990 w Sorocabie) – brazylijski piłkarz grający na pozycji napastnika w Cagliari Calcio.

## Kariera
Diego Farias karierę rozpoczął jako dziecko w Campo Grande Rio de Janeiro. W 2005 roku wyjechał do Włoch, gdzie trenował w Chievo Werona. Nigdy nie zadebiutował w pierwszym zespole tego klubu, przez kilka lat wypożyczany był do klubów z Serie B i Serie C1. W Serie A zadebiutował 25 sierpnia 2013 w barwach US Sassuolo. Był to pierwszy mecz w historii tego klubu na tym poziomie rozgrywkowym. Beniaminek przegrał z Torino FC 0:2, a Diego Farias został zmieniony w 71. minucie gry przez Leonardo Pavolettego.
W sierpniu 2014 Chievo sprzedało Brazylijczyka do Cagliari Calcio za 2 miliony euro. 9 listopada 2014 Farias zdobył pierwszą bramkę w Serie A. W meczu 11. kolejki pokonał Mattię Perina z Genoa CFC w spotkaniu zremisowanym 1:1. Drużyna z Sardynii w tym sezonie spadła jednak do Serie B, ale po roku powróciła do włoskiej elity. 17 maja 2016 Farias przedłużył kontrakt z Cagliari do 2020 roku.

## Statystyki
| Sezon   | Kraj   | Klub              | Rozgrywki | Mecze | Bramki |
| ------- | ------ | ----------------- | --------- | ----- | ------ |
| 2008/09 | Włochy | Chievo Werona     | Serie A   | 0     | 0      |
| 2009/10 | Włochy | Hellas Werona     | Serie C1  | 26    | 3      |
| 2010/11 | Włochy | Chievo Werona     | Serie A   | 0     | 0      |
| 2010/11 | Włochy | US Foggia         | Serie C1  | 15    | 3      |
| 2011/12 | Włochy | ASD Nocerina 1910 | Serie B   | 40    | 5      |
| 2012/13 | Włochy | Calcio Padova     | Serie B   | 34    | 10     |
| 2013/14 | Włochy | US Sassuolo       | Serie A   | 11    | 0      |
| 2014/15 | Włochy | Cagliari Calcio   | Serie A   | 29    | 6      |
| 2015/16 | Włochy | Cagliari Calcio   | Serie B   | 34    | 14     |
| 2016/17 | Włochy | Cagliari Calcio   | Serie A   | 20    | 7      |
| 2017/18 | Włochy | Cagliari Calcio   | Serie A   | 28    | 1      |
| 2018/19 | Włochy | Cagliari Calcio   | Serie A   | 16    | 3      |

Stan na 25 kwietnia 2017.